# Gare du Cateau
La gare du Cateau est une gare ferroviaire française de la ligne de Creil à Jeumont, située sur le territoire de la commune du Cateau-Cambrésis, dans le département du Nord, en région Hauts-de-France.
Elle est mise en service en 1855, par la Compagnie des chemins de fer du Nord. C'est une gare de la Société nationale des chemins de fer français (SNCF), desservie par des trains TER Hauts-de-France et ouverte au service du fret.

## Situation ferroviaire
Établie à 124 mètres d'altitude, la gare de bifurcation du Cateau est située au point kilométrique (PK) 189,709 de la ligne de Creil à Jeumont, entre les gares ouvertes de Busigny et d'Ors, au PK 216,8 de la ligne de Laon au Cateau partiellement déclassée et au PK 85,403 de la ligne de Prouvy - Thiant au Cateau déclassée en totalité.

## Histoire
La station du Cateau est mise en service le 21 octobre 1855 par la Compagnie des chemins de fer du Nord, lorsqu'elle ouvre la section de Saint-Quentin à Hautmont. Le tableau du classement par produit des gares du département du Nord pour l'année 1862, réalisé par Eugène de Fourcy ingénieur en chef du contrôle, place la station du Cateau au 21e rang, et au 47e pour l'ensemble du réseau du Nord, avec un total de 213 709,39 fr. Dans le détail cela représente : 91 096,63 fr pour un total de 35 027 voyageurs transportés, la recette marchandises étant de 9 107,76 fr (grande vitesse) et 113 505,00 fr (petite vitesse).
Le bâtiment voyageurs définitif, qui remplace le bâtiment provisoire, est mis en service le 10 juin 1863. Un quai permettant le chargement des bestiaux est aménagé en 1864.
En 1885, la gare est agrandie en prévision de l'arrivée des trains de la ligne de Valenciennes ; le plan des voies est modifié, de nouvelles sont posées et on installe l'éclairage au gaz.
Le Cateau était autrefois reliée à Valenciennes par Solesmes et Prouvy-Thiant, et à Laon par Wassigny et Guise. Une ligne secondaire des Chemins de fer du Cambrésis joignait également Le Cateau à Caudry et Cambrai ainsi qu'à Catillon, mais elle ne desservait pas cette gare. Une gare terminus spécifique, la gare du Cambrésis, existait plus près du centre-ville, sur la rive gauche de la Selle.
En juillet 2011, après une forte mobilisation, un accord est obtenu pour qu'il y ait le maintien en 2012 d'une desserte, les samedis et dimanches, par un train Intercités en provenance de Paris. L'objectif étant de maintenir la fréquentation du musée départemental Matisse ; une navette doit être mise en service entre la gare et le musée.

## Service des voyageurs

### Accueil
Halte SNCF, elle dispose d'un bâtiment voyageurs, avec guichet, ouvert du lundi au samedi et fermé les dimanches et jours fériés. Elle est équipée d'un automate pour l'achat de titres de transport.
Un passage souterrain permet le passage d'un quai à l'autre.

### Desserte
Un train TER, en provenance de Paris-Nord et en direction de Maubeuge, dessert la gare les samedis, dimanches et fêtes.
Le Cateau est desservie par des trains TER Hauts-de-France, qui effectuent des relations entre les gares : de Busigny et de Jeumont ; de Busigny et d'Aulnoye-Aymeries ou de Maubeuge.

### Intermodalité
Un parc pour les vélos et un parking sont aménagés à ses abords.

## Service des marchandises
Cette gare est ouverte au service du fret (toutes marchandises et wagons isolés).

## Patrimoine ferroviaire
Le bâtiment voyageurs, construit en 1863, est toujours utilisé pour l’accueil des voyageurs. Il s'agit d'un bâtiment Nord correspondant au plan type standard pour les gares de grande et moyenne importante, avec un hall central doté d'un fronton et flanqué de deux ailes basses et de deux pavillons à étage.
Au Cateau, la façade est en brique, et le toit est en zinc. Le hall central, de trois travées sous bâtière transversale, est bordé par de courtes ailes basses de trois travées. Les pavillons latéraux sont à deux étages et surmontée d'une toiture en pavillon (toiture à quatre versants).
Au cours du XXe siècle, le bâtiment voyageurs a perdu ses deux pavillons latéraux et a été revêtu d’enduit. Seule subsiste la petite partie centrale du bâtiment.